# Ꙟ (слово ћирилице)
Ꙟ ꙟ (Ꙟ ꙟ; искошено: Ꙟ ꙟ) је архаично ћирилично слово. Зове се Ин. Изгледа као да је ћирилично слово Пси (Ѱ ψ) окренуто наопако.
Коришћено је у румунском ћириличном писму, где је представљао гласове [ɨн], [ɨм] и [ɨ] на почетку речи. У модерном румунском писму замењује се са латиничним ⟨in⟩, ⟨im⟩ или ⟨i⟩.

## Рачунарски кодови
| Знак                      | Ꙟ                          | Ꙟ                          | ꙟ                        | ꙟ                        |
| ------------------------- | -------------------------- | -------------------------- | ------------------------ | ------------------------ |
| Назив у Уникоду           | CYRILLIC CAPITAL LETTER YN | CYRILLIC CAPITAL LETTER YN | CYRILLIC SMALL LETTER YN | CYRILLIC SMALL LETTER YN |
| Врста кодирања            | децимална                  | хексадецимална             | децимална                | хексадецимална           |
| Уникод                    | 42590                      | U+A65E                     | 42591                    | U+A65F                   |
| UTF-8                     | 234 153 158                | EA 99 9E                   | 234 153 159              | EA 99 9F                 |
| Нумеричка референца знака | &#42590;                   | &#xA65E;                   | &#42591;                 | &#xA65F;                 |